# Aeroporto di Türkmenabat
L'Aeroporto di Türkmenabat (IATA: CRZ, ICAO: UTAV) è un aeroporto turcomanno situato nella parte estrema orientale del Paese, a pochi chilometri dal confine con l'Uzbekistan, alla periferia sud est di Türkmenabat, capoluogo della Provincia di Lebap. La struttura è dotata di una pista in asfalto, l'orientamento è RWY 15-33 ed è lunga 2750 m e larga 42 m; l'altitudine è di 195 m, la frequenza radio 120.600 MHz per la torre. L'aeroporto è operativo 24 ore al giorno ed è aperto al traffico commerciale internazionale.
Nel febbraio del 2013 è stata posta la prima pietra per la costruzione di un nuovo scalo internazionale a Türkmenabat, in un nuovo sito che dista circa 7 km dalla città nelle vicinanze della superstrada Türkmenabat-Aşgabat: alla cerimonia hanno partecipato il presidente del Turkmenistan, Gurbanguly Berdimuhamedow, e il suo omologo ucraino allora in carica Viktor Janukovyč, in visita in Turkmenistan per presenziare a importanti incontri bilaterali per la messa in opera di nuove e importanti infrastrutture nella provincia turcomanna di Lebap. In particolare la realizzazione del nuovo aeroporto è affidata al gruppo industriale e finanziario ucraino Altcom.
Il nuovo aeroporto, come descritto nel sito della Altcom, dovrebbe essere operativo nel 2016 ed è previsto essere dotato di una pista lunga 3 800 metri, un terminal con una capacità di 500 passeggeri all'ora e ogni altra struttura atta ad accogliere il traffico aereo internazionale.
L'aeroporto è servito dalla linea di bandiera nazionale Turkmenistan Airlines.